# Acmonia sepulchralis
Acmonia sepulchralis är en insektsart som först beskrevs av Stsl 1855.  Acmonia sepulchralis ingår i släktet Acmonia och familjen lyktstritar. Inga underarter finns listade i Catalogue of Life.